# Daevid Allen
Daevid Allen (nome autentico: Christopher David Allen) (Melbourne, 13 gennaio 1938 – Byron Bay, 13 marzo 2015) è stato un chitarrista, cantante, compositore e poeta australiano.
Allen è conosciuto soprattutto per il suo ruolo di fondatore del gruppo di rock psichedelico Soft Machine (in Gran Bretagna nel 1966) e del gruppo di space rock Gong (in Francia nel 1969). Viene talvolta accreditato con il nome di Divided Alien.

## Biografia

### Gli inizi
Nasce il 13 gennaio 1938 a Melbourne in Australia, è l'unico figlio di Walter e Helen Grace Allen. Il talento pianistico del padre contribuisce a far maturare in Daevid la passione per la musica. Rimane impressionato dalla musica di una famiglia di artisti di strada irlandesi, dopo averli ascoltati si compra subito un ukulele, ma ben presto si dedica alla chitarra e al jazz.
Nel 1956 lascia gli studi e comincia a lavorare; dopo essere rimasto folgorato all'ascolto del primo disco di Sun Ra prende lezioni di chitarra jazz, seguite dai concerti che il suo primo trio tiene in un club locale. Rimane colpito anche dall'opera letteraria della Beat Generation, che scopre lavorando in una libreria di Melbourne, e nelle successive esibizioni sperimenta l'associazione di jazz e lettura di poesie beat.

### L'Europa
Nel 1959 decide di diventare un poeta beat a tempo pieno e a tale scopo studia arte alla "Melbourne's Gallery School", nel 1960 si trasferisce in Europa con l'idea di arrivare in Inghilterra in autostop. Dopo esser sbarcato in Grecia arriva a Parigi dove soggiorna a Montmartre e diventa un assiduo frequentatore delle gallerie d'arte. A fine anno va in Inghilterra, dove a Canterbury affitta una camera nella guest house della famiglia di Robert Wyatt: questi era un quindicenne che passava i pomeriggi in casa ad ascoltare e suonare jazz assieme ad un gruppo di amici, tra i quali vi erano i due fratelli Hopper, Brian e Hugh, Mike Ratledge e Kevin Ayers.
Allen si presenta con una chitarra, duecento dischi di jazz, della marijuana e uno stile di vita assolutamente anticonformista e disinibito. Instaura subito uno splendido rapporto con il gruppo di amici e nel periodo del suo soggiorno esercita su di loro una grandissima influenza musicale e comportamentale. In particolare con Wyatt sviluppa un profondo scambio di idee sulla musica e l'arte in generale. Nel 1961, dopo un soggiorno a Parigi durante il quale suona nei circoli jazz, Allen torna a Canterbury con il batterista George Niedorf, che si paga la stanza impartendo a Wyatt lezioni di batteria.
Verso fine anno Wyatt viene trovato svenuto nella stanza di Daevid in seguito ad un'ingestione di barbiturici, e le successive voci che lo ritengono indirettamente responsabile del misfatto spingono Allen a trasferirsi a Londra. Qui intreccia una relazione sentimentale con Kay Calvert e insieme viaggiano a Parigi dove alloggiano al Beat Hotel, in una stanza che ha visto come ospiti recenti Allen Ginsberg e Peter Orlovsky.
Mentre vende l'International Herald Tribune tra la rue du Chat-qui-Pêche (la via più stretta della capitale francese) e il Quartiere latino, incontra l'allora sconosciuto Terry Riley con cui inizia una collaborazione musicale. Mette inoltre in scena pièces tratti dal libro Il biglietto che esplose di William S. Burroughs, nel teatro dello stesso Burroughs, che aveva appena conosciuto. In maggio sposa la Calvert, il cui padre come dono di nozze regala una casa galleggiante; in questa occasione Daevid incontra per la prima volta Gilli Smyth, l'originale poetessa proprietaria della casa stessa. Alla fine del 1962 i novelli sposi tornano a Londra.
Nel frattempo gli amici di Canterbury avevano cominciato a fare registrazioni costituendo il primo nucleo dei futuri Wilde Flowers, il gruppo che sarà il progenitore della corrente del rock progressivo nota come scena di Canterbury.

### Il Daevid Allen Trio
All'inizio del 1963, Allen invita Wyatt e Hugh Hopper a stare nella sua casa di Londra, ed insieme formano una jazz-band a cui danno il nome "Daevid Allen Trio". Il "look" non concede niente a quello dei Beatles o di altri che facevano tendenza a quel tempo, si presentano in scena con capelli lunghi e abiti sgualciti. Daevid Allen suona la chitarra, Wyatt la batteria e Hopper il basso. Tengono il primo concerto nel maggio del 1963 all'Establishment Club di Soho a Londra, e lo spettacolo consiste in un repertorio di brani di free-jazz in cui viene lasciato ampio spazio all'improvvisazione, accompagnati dalla lettura di poesie beat.
La reazione del pubblico è tiepida, il free jazz non era ancora popolare a Londra in quel momento, e dopo poche date vengono licenziati. Vengono poi ingaggiati per una serata al famoso Marquee Club di Londra, che a quei tempi offriva soprattutto jazz, e per l'occasione invitano Mike Ratledge a suonare il piano, la performance viene rudimentalmente registrata e verrà pubblicata nel 1993 dalla etichetta Voiceprint nell'album Live 1963. Vengono poi invitati ad esibirsi all'Institute of Contemporary Arts di Londra, in una rappresentazione che vede presente in platea Burroughs. Non ricevendo altri inviti, pianificano l'apertura di un loro club sperimentale, ma l'idea naufraga prima di essere realizzata.
Il gruppo si scioglie pochi mesi dopo la sua fondazione, Allen torna a Parigi e va a vivere con la Smyth, dopo essersi separato dalla moglie. Riprende inoltre i suoi esperimenti ai loop con Riley. Wyatt e Hopper tornano a Canterbury per formare i Wilde Flowers. Daevid e Gilli cominciano a far la spola tra Parigi, Canterbury e il villaggio di Deià a Maiorca, dove da anni vive una comunità di artisti della Beat Generation. Qui la coppia è ospite del poeta britannico Robert Graves, amico della famiglia Wyatt.

### I Soft Machine
Nel 1966, durante uno dei soggiorni maiorchini, Allen incontra Ayers ed insieme convincono un ricco americano a finanziare il progetto di una nuova band. Comprano tutti gli strumenti utili per attrezzare la nuova sala prove, che affittano a Canterbury, e formano così i Soft Machine, un gruppo che segnerà una nuova era della musica popolare coniugando la sperimentazione al rock, alla psichedelia e al jazz. La formazione è composta da Allen alla chitarra, Ayers al basso, che si alterna a cantare con Wyatt che suona la batteria, e Ratledge alle tastiere. Il nome della band viene preso dall'omonimo libro di Burroughs (uscito in Italia con il titolo La macchina morbida), divenuto da qualche anno amico di Allen.
Le prime esibizioni hanno un grande successo e diventano in breve uno dei più acclamati gruppi della psichedelia londinese. Nel 1967 vengono scritturati assieme ai primi Pink Floyd per suonare al celebre UFO Club di Londra, e registrano il primo 45 giri, Love Makes Sweet Music. Allo Speakeasy Club di Londra sono il gruppo spalla della Jimi Hendrix Experience e lo stesso Jimi si unisce a loro suonando il basso. In questo periodo Daevid Allen apprezza particolarmente il glissando della chitarra elettrica di Syd Barrett dei Pink Floyd, e si dedica con successo a tale tecnica.
I Soft Machine vengono notati dal produttore Giorgio Gomelsky, e questi fa loro incidere nel 1967 dei demo che verranno pubblicati nel 1972 col titolo Faces and Places Vol. 7, li finanzia inoltre per un fortunato tour estivo in Francia. Quando i quattro fanno ritorno in Inghilterra ad Allen viene rifiutato l'ingresso: nella visita precedente, aveva abusato dei termini di scadenza del visto, deve così tornare in Francia dove da lì a poco nasce il "progetto Gong", a cui consacrerà la maggior parte della sua carriera artistica.

### I Gong

#### Le origini
La storia dei Gong ha origine durante la luna piena nella Pasqua del 1966 da una visione di Daevid, secondo la quale lui non era che un esperimento sotto la supervisione di forze soprannaturali chiamate Octave Doctors ("i Dottori delle Ottave"), che alimentano e trasformano ogni forma di vita attraverso la musica. A partire da questa visione comincia ad elaborare tutta la filosofia e la mitologia Gong. Nel novembre del 1967 crea il primo nucleo dei Gong insieme a Gilli Smyth e al tecnico del suono, il turco Tanner Celensu.
Nel gennaio del 1968 si esibiscono tutte le sere in un ristorante di Parigi. Nello stesso periodo, Daevid e Gilli, insieme a Patrick Fontaine e Marc Blanc, formano la Bananamoon Band che tiene dei concerti a Parigi e dintorni. Durante il maggio francese del 1968, il filmmaker Jérôme Laperrousaz invita Daevid Allen e Gilli Smyth a registrare su video un'esibizione in strada. I due scagliano teddy bear contro la polizia e recitano poesie in francese pidgin, ma la performance viene interrotta tanto dalla polizia quanto dal servizio d'ordine degli studenti che li tacciano di essere dei freak. Alcune immagini sono rintracciabili nel film di Laperrousaz Nightmares of Mr. Respectable.
Ritenuti soggetti pericolosi, la Smyth e Allen si rifugiano a Deià, dove concepiscono il primo album accreditato ai Gong, Magick Brother, Mystic Sister (pubblicato nel 1970 dalla BYG Actuel). In una grotta nella tenuta di Graves stava conducendo una vita da eremita il flautista francese Didier Malherbe, che diviene amico della coppia e si dichiara entusiasta del progetto Gong. Deià, dopo essere stata decisiva nella formazione dei Soft Machine, diviene così la "culla" dei Gong.
Allen e Smyth tornano in Francia e riprendono ad esibirsi. Nel dicembre del 1968 la Bananamoon Band registra due demo, che confluiranno assieme a brani dei Gong e di Daevid di questo stesso periodo nella raccolta Je Ne Fume Pas Des Bananes, che verrà pubblicata solo nel 1993.. Nella primavera del 1969 la Bananamoon Band si scioglie, ma il progetto Gong continua.

#### Le prime pubblicazioni

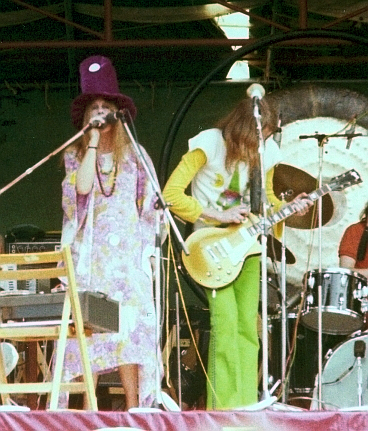
Daevid Allen e Gilly Smyth nel concerto dei Gong all'Hyde Park di Londra il 29 giugno del 1974

Nell'ottobre del 1969, Jean Karakos, il boss dell'etichetta BYG Actuel, organizza il festival di Amougies in Belgio; oltre ai Gong, qui alla loro prima uscita, partecipano decine di "giganti" quali i Pink Floyd, Frank Zappa, Archie Shepp, i Colosseum ecc. Si tratta del primo concerto ufficiale del gruppo, che firma con la BYG e registra il singolo Garçon Ou Fille, contenente i due brani Est-Ce Que Je Suis ? e Hip Hypnotise You, e il primo album, Magick Brother, Mystic Sister. Nella formazione ci sono Daevid, Gilli, Malherbe, vere colonne della band, il batterista Rachid Houari ed altri musicisti che avrebbero presto lasciato la band.
Allen andava maturando sempre più esperienza nel suo originale glissando di chitarra, mentre alla voce l'anticonformismo psichedelico delle sue narrazioni visionarie e piene di humour si incrocia con i suggestivi "space whisper" di Gilli, sussurri filtrati da effetti di eco dotati di straordinaria originalità. Negli anni a seguire si alterneranno diversi musicisti nella band, che si trasforma in una sorta di comune anarchica e si stabilisce in Normandia. Nel 1971 viene realizzato Banana Moon, con l'amico Wyatt, album che viene inizialmente accreditato ai Gong, e subito dopo a Daevid, diventando così il suo primo lavoro da solista.
Nello stesso anno la band collabora nell'album Obsolete del poeta-musicista Dashiell Hedayat e realizzano Continental Circus, colonna sonora dell'omonimo film di Jérôme Laperrousaz.

#### Gli album storici
Il disco con cui i Gong raggiungono la maturità è Camembert Electrique prodotto da Karakos per la BYG, ancora nel 1971. La band registra l'album esclusivamente durante le fasi di luna piena (di maggio, giugno e settembre) nello studio allestito all'interno della loro cascina in Normandia. La formazione comprende Allen, Smyth, Malherbe, Christian Tritsch al basso e Pip Pyle alla batteria. Nel 1972 Allen incontra nuovamente Giorgio Gomelsky che lo convince a ritornare nel Regno Unito e a firmare per la Virgin Records. Tale svolta darà luogo a dei contenziosi, poiché il gruppo risultava ancora sotto contratto con la BYG.
Nel 1973 i Gong contribuiscono nel doppio Greasy Truckers - Live at Dingwalls Dance Hall con due brani registrati dal vivo al festival di Tabarka in Tunisia e a Sheffield in Inghilterra. Tra il 1973 ed il 1974 incidono la celebre Trilogia di Radio Gnome Invisible, che consiste nei tre album Flying Teapot, Angel's Egg e You, i loro capolavori totalmente consacrati alla narrazione della mitologia Gong, a cui già gli album precedenti alludevano. In tutte le formazioni sono presenti Daevid Allen (voce, chitarra), Gilli Smyth ("space whispers"), Didier Malherbe (sassofono, flauto) e Tim Blake (tastiere e sintetizzatore). A partire da Angel's Egg si uniscono alla band la chitarra solista di Steve Hillage, un altro elemento della scena di Canterbury, ed il nuovo batterista il francese Pierre Moerlen.

#### L'uscita dai Gong ed il declino della band
Allen si trova però sempre più estraneo al musical business imposto dalla Virgin, che da piccola etichetta qual era si stava trasformando in un colosso. Era inoltre in disaccordo sul nuovo indirizzo musicale dei Gong, che definiva troppo basato sulla tecnica, ed assieme alla Smyth lascia clamorosamente la band nel 1975. Senza Allen i Gong proseguono ed il nuovo leader della band diventa Pierre Moerlen, il nuovo sound asseconda le direttive della Virgin ed è influenzato dalla fusion. L'essenza della band viene snaturata a tal punto che ben presto cambiano il nome, diventando i Pierre Moerlen's Gong, e la formazione, che comprenderà tutti elementi nuovi.
Gli ultimi due album come Gong sono Shamal del 1976 e Gazeuse! dell'anno successivo. In seguito Allen parteciperà a diverse "reunion" e riformerà i "veri" Gong esibendosi in vari concerti e registrando alcuni album in studio. Formerà inoltre alcuni dei molti gruppi alternativi che ruotano attorno ai Gong, tra gli altri i Planet Gong, gli Euterpe, ed i New York Gong complessivamente noti come la Gong Global Family.

### La carriera solista ed il ritorno in Australia
Dopo l'uscita dalla band, Allen si ritira a Maiorca e riprende la carriera solista incidendo l'album Good Morning! nel 1976, con la collaborazione di Gilli e dei locali Euterpe. L'opera, interamente acustica e realizzata senza l'utilizzo della batteria, riflette lo stato d'animo rilassato dell'artista uscito dallo stress causato dall'industria discografica, e viene interamente registrato nella sua abitazione di Deià chiamata "Bananamoon Observatory".
Nel 1977 pubblica Now Is The Happiest Time Of Your Life, nuovamente registrato a Deià con gli Euterpe ma senza Gilli. Quest'album riprende le avventure di Zero, l'eroe della sua mitologia, nonché l'uso del sintetizzatore e della chitarra elettrica e conferma la pausa contemplativa e sognante di Allen. Non mancano comunque le consuete denunce alla società moderna, come quella al business musicale in "Poet for Sale".
Il periodo che segue vede Allen sempre più coinvolto nei party di Deià e nell'abuso di alcolici. Nel 1979 termina la sua relazione con la Smyth, ma la collaborazione artistica tra i due continuerà negli album solisti dell'ex compagna, in quelli del gruppo da lei fondato, i Mother Gong e nelle riunioni dei Gong. L'album N' Existe Pas! del 1979 esprime in maniera struggente gli stati d'animo del difficile periodo di Allen e si rivelerà uno dei suoi migliori lavori da solista. Viene nuovamente realizzato con la collaborazione dei musicisti di Euterpe.
Nel frattempo, su invito di Giorgio Gomelsky, nel 1978 si era spostato negli Stati Uniti, dove il produttore cercava di promuovere il rock progressivo europeo e di creare una nuova generazione di artisti locali. Allen si unisce alla Zu Band, che con il suo ingresso prende il nome di New York Gong. Effettuano un'intensa serie di concerti nel 1979, e registrano l'album About time nel 1980. Durante il successivo tour europeo i musicisti americani si sentono insoddisfatti del tipo di vita del vecchio continente, tornano in America ed Allen esce dalla band.
Nel 1981 Allen ritorna in Australia, dopo molti anni da quando emigrò in Europa. In duo con il vecchio amico David Tolley forma gli Ex, il cui unico album, Stop/Don't del 1982, si basa sui tape loops e sulla drum machine. Torna ad occuparsi di poetica e nel 1982 torna brevemente a Londra per alcune recite. Qui viene contattato da Jean-Luc Young, uno degli ex titolari della BYG Records e proprietario della Charly Records, al quale cede inavvertitamente i diritti su tutti i precedenti lavori discografici. In Australia apre un proprio studio di registrazione e nel 1982 incide The Death of Rock & Other Entrances, un compendio dei suoi lavori in America. Durante gli anni successivi si dedica spesso alla meditazione, compiendo anche dei ritiri spirituali, e le produzioni musicali subiscono un momento di pausa. Nel 1991 esce Seven Drones, con cui si cala nelle atmosfere meditative della musica ambient.

### Le reunion dei Gong ed i gruppi satelliti
La prima grande riunione dei Gong era avvenuta il 28 maggio del 1977 all'ippodromo di Parigi, in un concerto che durò diverse ore a cui parteciparono la maggior parte dei musicisti nuovi e "storici" della band articolati in diverse formazioni. Alcuni brani dell'evento vengono pubblicati nel 1977 nell'album doppio Gong est Mort, Vive Gong!. Nel 1977 e nel 1978 i Planet Gong, composti da Daevid, Gilli e alcuni componenti dei britannici Here and Now, avevano eseguito una serie di concerti tra cui quello di Tolosa. Alcuni dei brani vengono registrati nell'album Floating anarchy live 1977, che viene pubblicato nel 1978 e contiene diversi inediti. Fra questi una rivisitazione di "Stoned Frankestein In The Land Of Flip" di Banana Moon, ribattezzato "The Stone Inno", "L'Inno degli Sballati".
I temi della mitologia Gong erano stati ripresi nella collaborazione di Allen con i New York Gong, sebbene il sound di questi subisse influenze punk. Dopo il ritorno di Allen in Australia, le riunioni dei Gong diventano sempre più sporadiche, ma nell'ottobre del 1989 Daevid Allen mette assieme i Gongmaison, con Malherbe ed altri nuovi musicisti, che pubblicano un album registrato in studio, l'eponimo Gongmaison, e uno dal vivo, registrato al festival di Glastonbury dello stesso anno. La Gong Global family si rianima e le varie band satelliti ricominciano ad esibirsi.

### Il ritorno in studio dei Gong
Si arriva così al primo vero lavoro dei Gong dai tempi di Gazeuse!, Shapeshifter, registrato tra il 1991 ed il 1992. La band nasce dalle ceneri dei Gongmaison, cui si aggiunge il redivivo Pip Pyle. Nel 1993 esce Live On TV 1990, registrato dai nuovi Gong con Gilli Smyth in uno spettacolo televisivo nel 1990. Nel 1994 viene realizzata a Londra la riunione per il venticinquesimo anniversario della nascita del gruppo, l'evento viene inciso nel doppio CD live 25th Birthday Party pubblicato nel 1995, la formazione comprende molti dei musicisti della trilogia di Radio Gnome.
Nel marzo del 1996 i Gong fanno il loro primo tour nel Nordamerica, la formazione comprende Allen, Smyth, Malherbe, Howlett, Pyle e Steffi Sharpstrings, cui ne fa seguito uno nel Regno Unito in aprile ed uno in Giappone in giugno. Nel 1998 esce il doppio CD Family Jewels, una compilation che contiene materiale inedito. Nel frattempo Daevid Allen, a cavallo tra gli anni novanta e gli anni duemila, lavora con altre band della "Family", tra gli altri gli University of Errors, i Goddess T & Canterbury Family, i Magick Brothers, i Brainville, i Guru & Zero, la Invisible Opera Company Of Tibet e gli Ex (da non confondere con la band punk olandese The Ex). Nel 2000 esce il nuovo album in studio dei Gong Zero to Infinity, seguito dai live Live 2 Infinitea dello stesso anno e OK Friends! e High Above the Subterania Club 2000 usciti nel 2002.

### L'ultimo periodo di attività

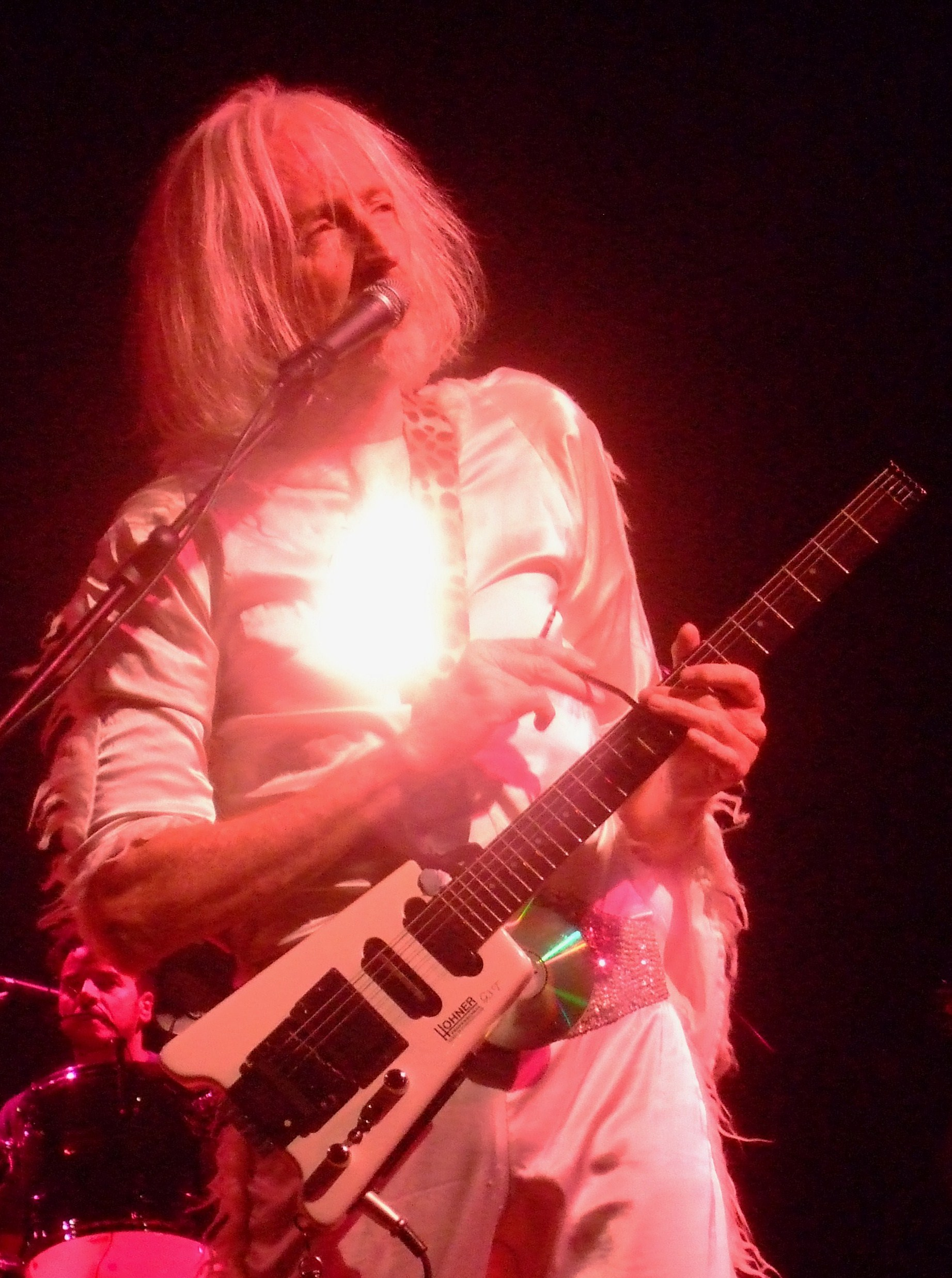
Daevid Allen in concerto con i Gong a Zafferana Etnea (31 luglio 2009)

Nel 2003 insieme a Gilli, al figlio Orlando ed ai membri degli Acid Mothers Temple Kawabata Makoto e Cotton Casino, forma il gruppo you'N’gong , un gioco di parole basato su Young Gong, "Giovane Gong", dopo un tour europeo mixano in Australia i brani del tour per l'album Acidmotherhood, pubblicato nel marzo del 2004. A partire dal 2004, su invito della Voiceprint Records, Allen ha fatto pubblicare diversi album dalla Bananamoon Obscura, contenenti un'ampia mole di materiale inedito registrato nel corso della sua intera carriera. Oltre ai suoi lavori da solista, sono contemplati quelli eseguiti con i vari gruppi di cui ha fatto parte.
Gli album di questa serie, destinati ai collezionisti, sono a tiratura limitata: per ognuno di essi ne sono state stampate 1 000 copie e non sono previste ristampe. Nel novembre del 2006, viene organizzato al Melkweg di Amsterdam un concerto dedicato ai fan dei vecchi Gong, a cui sono presenti molti dei membri delle classiche formazioni degli anni settanta. Questa riunione viene prolungata con una serie di concerti tenuti nel 2008.
Nel 2009 esce l'atteso album 2032, che vede per la prima volta dopo You Allen e Hillage registrare insieme in studio. Viene considerato come l'ideale continuazione dello stesso You, riprendendo massicciamente le tematiche della mitologia Gong. Nello stesso anno Allen presta la sua voce alla canzone Clinique Veterinaire della band italiana Mariposa contenuta nell'eponimo album Mariposa. Nel 2011 Allen, tra i vari progetti in piedi con le varie band in cui tuttora milita, ha eseguito una serie di concerti in maggio con gli University of Errors, il cui nuovo batterista è il figlio Orlando Allen.

### La malattia e la morte
Sottoposto nel giugno 2014 ad un'operazione chirurgica per la rimozione di una cisti sul collo, questa si è rivelata di natura tumorale, per cui ha affrontato un ciclo di radioterapia; a febbraio 2015 ha rivelato che il tumore si era ripresentato ed estesosi ai polmoni e che gli restavano circa sei mesi di vita. È scomparso a marzo dello stesso anno all'età di 77 anni.

## Discografia[28][29]

### Solista
- 1971 - Banana Moon - BYG Actuel (529345)
- 1976 - Good Morning! - (con gli Euterpe e Gilli Smyth) Virgin (V2054)
- 1977 - Now Is The Happiest Time Of Your Life - (con gli Euterpe) Affinity (AFF 3)
- 1979 - N'Existe Pas! - Charly Records (CRL 5015)
- 1980 - About Time (con i New York Gong) Charly Records (CRL 5021)
- 1982 - Divided Alien Playbax 80 - Charly Records (CR 30218)
- 1982 - The Death Of Rock & Other Entrances - Shanghai (HAI 201)
- 1982 - Stop/Don't - (attribuito agli Ex, un duo di Allen con David Tolley) Shanghai
- 1989 - The Owl And The Tree - (con i Mother Gong) Demi Monde (DMLP 1019)
- 1990 - Stroking The Tail Of The Bird - (concerto dal vivo con Gilli Smith e Harry Williamson ad un festival Hindu a Melbourne) Voiceprint Records (VP207CD)
- 1990 - Australia Aquaria/She - Demi Monde (DMLP 1025)
- 1991 - Seven Drones - Voiceprint Records (VP102CD)
- 1991 - The Australian Years - (raccolta di brani già pubblicati in Stop/Don't e Australia Aquaria/She) Voiceprint Records (VP101LP)
- 1992 - Live At The Witchwood 1991 - (concerto acustico del 1991 con i Magick Brothers) GAS Records
- 1992 - Who's Afraid - (con Mark Kramer e David Licht) Shimmy Disc (shimmy 060)
- 1993 - Twelve Selves - Voiceprint Records (VP111CD)
- 1993 - Live 1963 - (concerto del 1963 a Londra con il Daevid Allen Trio) Voiceprint Records (VP122CD)
- 1993 - Je Ne Fum Pas Des Bananes - (brani registrati tra il 1967 ed il 1968 come Daevid Allen, Gong e Bananamoon Band) Legend Music (LM 9013)
- 1995 - Hit Men - (con Mark Kramer) Shimmy Disc (shimmy 080)
- 1995 - Dreamin' a Dream - GAS Records (AGASCD 007)
- 1997 - Divided Alien Clockwork Band - (concerto dal vivo a New York del 1980) Blueprint (Voiceprint) (BP269CD)
- 1999 - Eat Me Baby I'm a Jellybeam - GAS Records (AGAS CD016)
- 1999 - Nectans Glen - (con Russell Hibbs) Voiceprint Records (VP206CD)
- 1999 - Twenty Two Meanings (The Art Of Glissando Guitar Vol. 1) - (con Harry Williamson) Gliss (GLISS CD005)
- 2000 - Sacred Geometry - (con Micro Cosmic) No Meat Productions
- 2004 - Gentle Genie - (compilation di brani dal 1985 al 2000 tratti dall'album dei Gongmaison, da Australia Aquaria/She e da The Owl And The Tree) Voiceprint Records (VP336CD)
- 2004 - Studio Rehearsal Tapes 1977 - (brani registrati a Maiorca con gli Euterpe nel 1974) Bananamoon Obscura (BMOVP001CD)
- 2004 - Brainville Live In The UK - (attribuito ai Brainville, con Hugh Hopper e Pip Pyle) Bananamoon Obscura (BMOVP002CD)
- 2004 - Self Initiation - (con Gilli Smyth e Harry Williamson) Bananamoon Obscura (BMOVP003CD)
- 2004 - Bards Of Byron Bay - (concerto acustico con Russell Hibbs del 1995 a Byron Bay) Bananamoon Obscura (BMOVP004CD)
- 2004 - Live @ The Knitting Factory NYC - (concerto dal vivo con Nicoletta Stephanz a New York) Bananamoon Obscura (BMOVP006CD)
- 2004 - Divided Alien Playbax (Disk 1) - (prima parte di un concerto dal vivo negli USA del 1980) Bananamoon Obscura (BMOVP008CD)
- 2004 - Divided Alien Playbax (Disk 2) - (seconda parte di un concerto dal vivo negli USA del 1980) Bananamoon Obscura (BMOVP009CD)
- 2004 - Melbourne Studio Tapes - (raccolta di demo attribuita a Daevid Allen &Invisible Opera Co. of Oz del 1990) Bananamoon Obscura (BMOVP010CD)
- 2005 - Sacred Geometry II - (con Micro Cosmic) No Meat Productions
- 2005 - I Am Your Egg - (con Gilli Smyth e Orlando Allen) Voiceprint Records (VP376CD)
- 2005 - Live In 1988 - The Return - (brani di due concerti in Francia ed Inghilterra con Didier Malherbe, il maestro di tabla Shyamal Maitra e una band di cinque donne) Voiceprint (VP337CD)
- 2005 - Short Tales and Tall Stories - (con Gilli Smyth) Voiceprint Records
- 2006 - The Mystery Disque (Das Duz Dae Duz Das) - (brani registrati nell'arco di vent'anni con Das e la Big City Orchestra di San Francisco, Oakland, California) Bananamoon Obscura (BMOVP007CD)
- 2006 - The Man from Gong - (raccolta di brani dell'intera carriera di Allen con i gruppi e da solista) Snapper Music
- 2006 - Live in Glastonbury Town (concerto dal vivo con i Magick Brothers in Inghilterra nel 1998) Bananamoon Obscura (BMOVP011CD)
- 2006 - Glissando Grooves - (con la big band Spirits Burning di Don Falcone) Bananamoon Obscura (BMOVP012CD)
- 2006 - Altered States Of Alien KWISP  - (brani in studio del 2003/2004 trattati con effetti speciali da Walter Funk) Bananamoon Obscura (BMOVP013CD)
- 2006  Radio Art 1984 - (brani registrati ad una stazione radiofonica trattati da Daevid Allen con effetti speciali) Bananamoon Obscura (BMOVP014CD)
- 2006 - Dævid Solo @ The Axiom Cheltenham 1998 - (concerto dal vivo in Inghilterra nel 1998) Bananamoon Obscura (BMOVP015CD)
- 2006 - Gong on Acid 73 - (compilation di brani inediti registrati dai Gong nel 1973) Bananamoon Obscura (BMOVP016CD)
- 2006 - Beauty and the Basket Case - (concerti con Guru & Zero in California e Canada nel 2002) Bananamoon Obscura (BMOVP017CD)
- 2008 - Sacred Geometry 3 - (con Micro Cosmic) No Meat Productions
- 2011 - Sacred Geometry 4 - (con Micro Cosmic) No Meat Productions
- 2011 - Gematria ∼:0:∼ From Zero To Metacube - (con InVerse Gravity Vehicle) Levity Disc
- 2012 - Soundbites 4 Tha Revelation (poesie)
- 2012 - Live At The Roundhouse 1971 - (con Gilli Smyth e Soft Machine)
- 2012 - Live in San Francisco - (con Magick Brothers)
- 2013 - Tried So Hard - (con The Invisible Opera Company of Tibet)
- 2014 - Stoned Innocent Frankenstein - (rielaborazione di Banana Moon)
- 2015 - Elevenses - (come The Daevid Allen Weird Quartet)

### Con gli University of Errors
- 1999 - Money Doesn't Make It - InnerSPACE Records (innerSPACE 7707)
- 2001-  e2x10=Tenure - InnerSPACE Records (innerSPACE 7715)
- 2002 - Go Forth and Errorize! Live in the USA - (brani di concerti dal vivo del 2000 a Chicago e New York) ERR
- 2002 - Live at Schuba's 2001 - (concerto dal vivo a Chicago del 2001) ERR
- 2003 - Ugly Music.4.Monica - Weed (7912)
- 2004 - Jet Propelled Photographs - (rifacimento dell'album omonimo dei Soft Machine) Cuneiform Records (Rune 188)
- 2005 - Live In Chicago - (riedizione di Go Forth and Errorize! Live in the USA) Bananamoon Obscura (BMOVP005CD)
- 2006 - Live at the Fleece - Subsalt Records (SUBLIVERRZ 1)

#### Video con gli University of Errors
- 2008 - Daevid Allen's University Of Errors Plays The Soft Machine - (registrato dal vivo al Gong Family Unconventional Gathering, ad Amsterdam, il 5 novembre 2006) Voiceprint Records (ungongDVD001)

N.B. Gli album della Bananamoon Obscura fanno parte di una serie a tiratura limitata per collezionisti legata alla Voiceprint Records. Per ciascun disco, contenente brani inediti, sono state prodotte 1 000 copie senza future ristampe.

## Filmografia
- 2015 – Romantic Warriors III: Canterbury Tales